# Endurance Idahor
Endurance Idahor (Edo, Nigeria, 4 de agosto de 1984-Omdurmán, Sudán, 6 de marzo de 2010) fue un futbolista profesional nigeriano que desempeñó buena parte de su carrera deportiva en el fútbol nigeriano y, finalmente en el fútbol sudanés.
Murió el 6 de marzo de 2010 en el transcurso de un partido de la Primera División de Sudán al desplomarse a los pocos minutos de haber sufrido un golpe contra un jugador rival.